# Краснознаменка (Звіриноголовський округ)
Краснозна́менка (рос. Краснознаменка) — присілок у складі Звіриноголовського округу Курганської області, Росія.
Населення — 25 осіб (2010, 27 у 2002).
Національний склад станом на 2002 рік:
- росіяни — 100 %